# 都筑インターチェンジ
都筑インターチェンジ（つづきインターチェンジ）は、神奈川県横浜市港北区新吉田町にある第三京浜道路のインターチェンジである。料金所の所在地は港北区であるが、出入口交差点は神奈川県横浜市都筑区早渕にある。上り線用の都筑PAを併設しているが、都筑ICからは利用できず、港北IC以南からしか利用できない。

## 歴史
- 1995年（平成7年）4月10日 : 開設。

## 料金所
総ブース数：12

### 入口
- ブース数：4
  - ETC専用：1
  - ETC/一般：2
  - 一般：1

### 出口
- ブース数：8
  - ETC専用：3
  - 一般：5

## 周辺
- 港北ニュータウン
- 東山田駅（地下鉄グリーンライン）
- 仲町台駅（地下鉄ブルーライン）
- 神奈川県道13号横浜生田線
- 中原街道
- 神奈川県道102号荏田綱島線
- 横浜市立新吉田第二小学校
- 横浜市立新田中学校

## アクセス
都筑区と港北区の境界付近に所在するインターチェンジのため、都筑区北部（港北ニュータウン、山田地区）のみならず、港北区北部（日吉・綱島・高田地区）、青葉区北部（たまプラーザ・あざみ野地区）からのアクセスが良好である。
2014年度に都市計画道路新吉田線が開通したが、横浜市道大熊東山田線との出入口も元のまま残りそれぞれ独立した出入口からの利用が可能である。二つの出入口道は料金所手前で分合流する。

## 隣
E83 第三京浜道路
(2) 京浜川崎IC -  野川IC（事業中） - (4) 都筑IC/PA(PAは上り線のみ） - (5) 港北IC/横浜港北JCT